# شرکت ورزشی بایک
شرکت ورزشی بایک (انگلیسی: BIKE Athletic Company) شرکت لباس ورزشی آمریکایی است که دفتر مرکزی آن در آتلانتا قرار دارد. این شرکت برای نخستین بار در سال ۱۸۷۴ بیضه بند را برای دوچرخه سواران در بوستون ابداع نمود. این شرکت تاکنون بیش از ۳۰۰ میلیون بیضه بند فروخته است. شرکت ورزشی بایک هم‌اکنون علاوه بر بیضه بند، تجهیزات محافظتی ورزشی دیگری نیز تولید می‌کند که از آن‌ها می‌توان به محافظ زانو، محافظ آرنج، دستکش و محافظ شانه اشاره نمود.

## نگارخانه

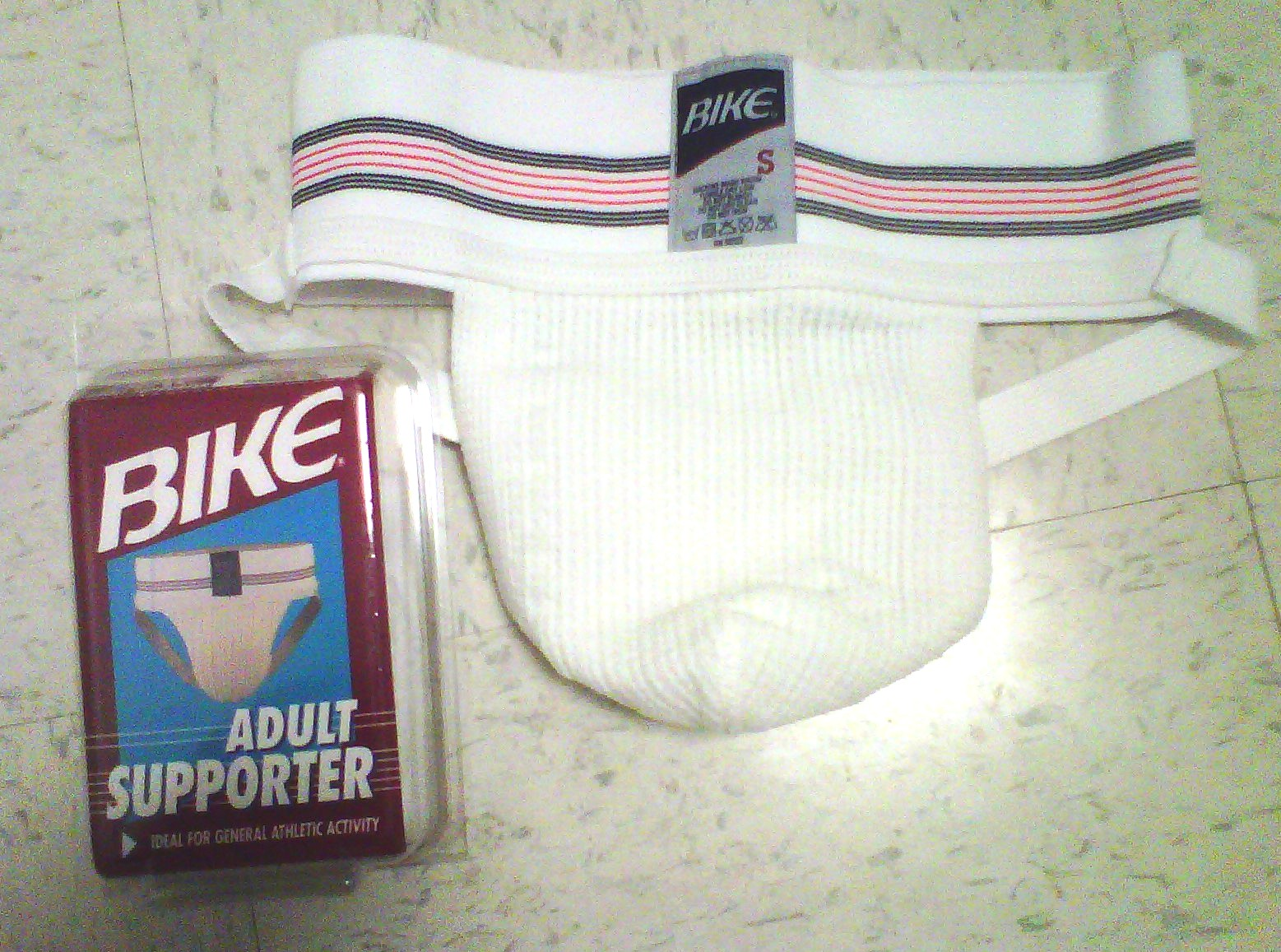
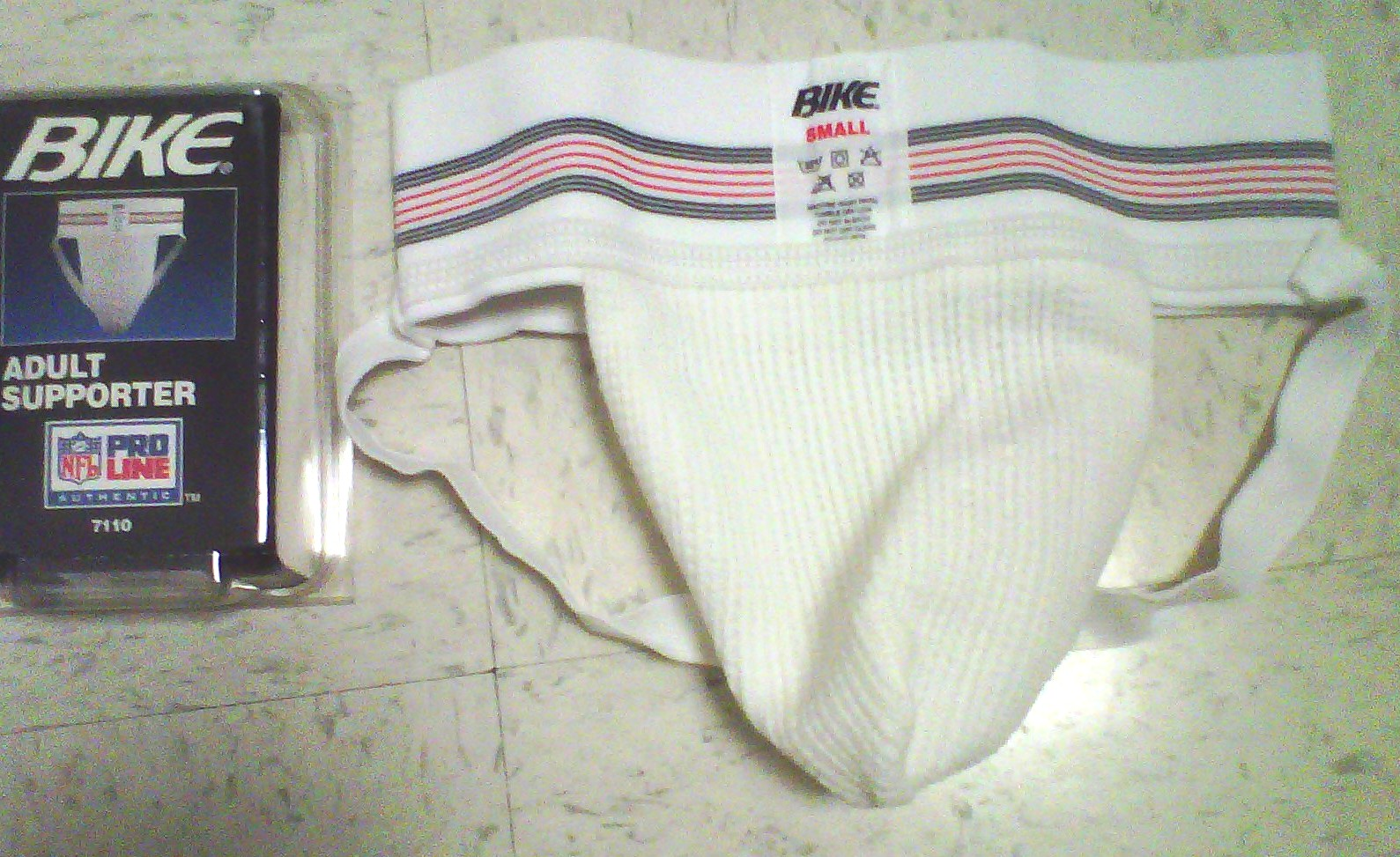
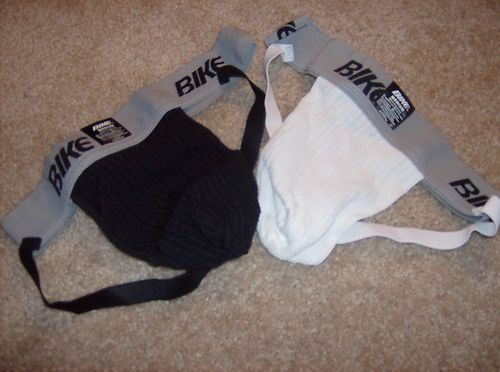